# Grace Lee Whitney

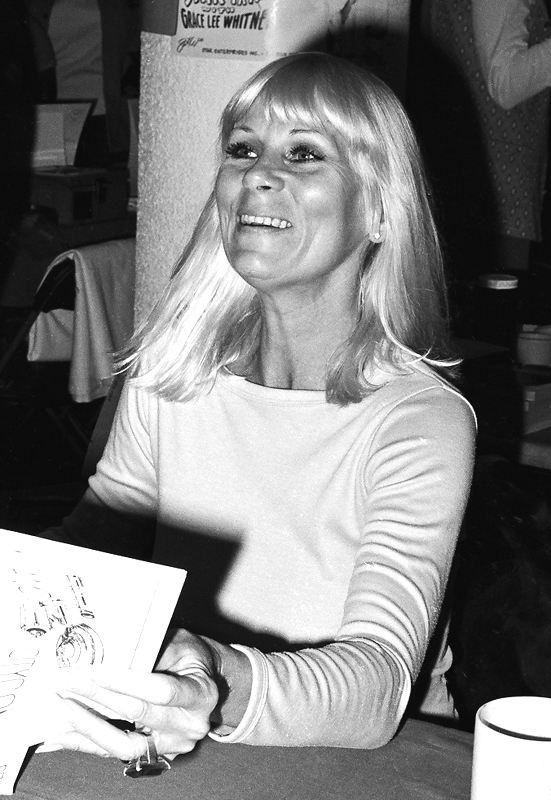
Grace Lee Whitney (1980)

Grace Lee Whitney (* 1. April 1930 in Ann Arbor, Michigan als Mary Ann Chase; † 1. Mai 2015 in Coarsegold, Madera County, Kalifornien) war eine US-amerikanische Schauspielerin. Sie war auch unter den Namen Grace Whitney, Grace Elaine Whitney, Lee Whitney und Ruth Whitney bekannt.

## Leben

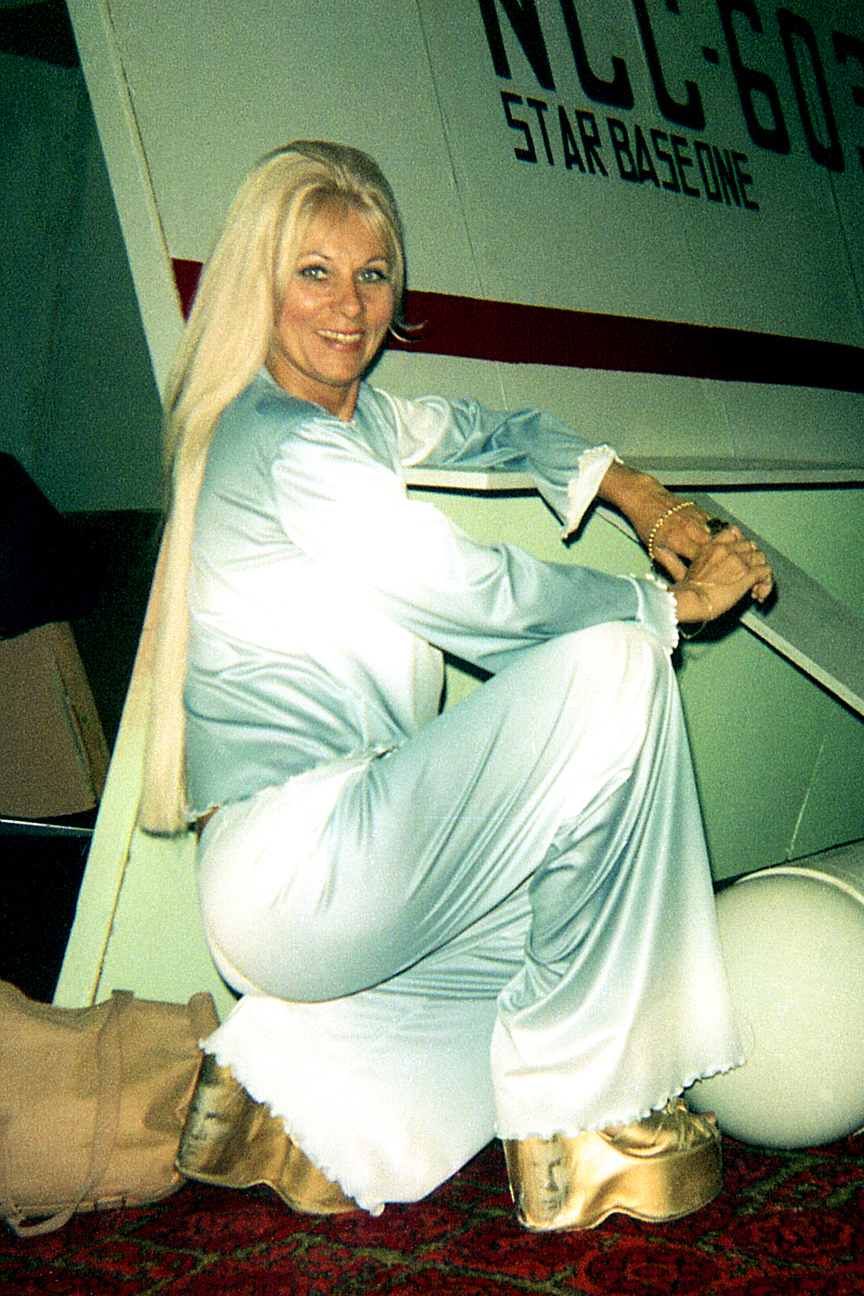
Grace Lee Whitney (1975)

### Radio
Whitney war die ursprüngliche Meerjungfrauenfigur von Chicken of the Sea (Thunfischmarke) aus dem Jahr 1952. Chicken of the Sea hat die Meerjungfrau über die Jahre als Maskottchen behalten. Whitney spielte die kultige Meerjungfrauenfigur während ihres Auftritts in der The Edgar Bergen and Charlie McCarthy Show auf CBS Radio. Die Show wurde vor einem Live-Studiopublikum ausgestrahlt, wobei Whitney kostümiert den Thunfisch-Jingle sang.

### Theater
Whitney debütierte 1952 im Winter Garden Theatre am Broadway in Top Banana, zusammen mit Phil Silvers und Kaye Ballard, in der Rolle der Miss Holland. Hier lernte sie ihren zukünftigen Ehemann Sydney Stevan Dweck kennen, der als freiberuflicher Schlagzeuger und Perkussionist sowie Bandmitglied der Show arbeitete. Nach dem Erfolg der Show in New York trat sie der Besetzung in Hollywood, Los Angeles bei, wo sie die Rolle 1954 im gleichnamigen Musicalfilm Top Banana neu interpretierte.
Sie war ein Revuegirl in den Off-Broadway-Musicals Great to be Alive! (1953) und The Pajama Game (1956).
1960 sprach Whitney in Los Angeles für die Hauptrolle der Lucy Brown in der ersten nationalen Tournee der Dreigroschenoper vor und wurde für diese Rolle engagiert. Sie übernahm die Rolle von Bea Arthur, die die Rolle in New York am Off-Broadway gespielt hatte.

### Film
Ihr Filmdebüt gab sie 1953 in House of Wax in einer nicht genannten Rolle. Whitney spielte in Billy Wilders Komödie Manche mögen’s heiß (1959) eine Rolle in der Frauenband. Sie spielte mehrere Szenen mit Jack Lemmon, Tony Curtis und Marilyn Monroe, darunter die Szene mit der oberen Koje. Nicht im Abspann erwähnte Rollen hatte sie in Die Nackten (1958), Aufstieg und Fall von Legs Diamond (1960) und Eine Tasche voller Wunder (1961). Whitney wurde als Tracey Phillips in dem DramaA Public Affair (1962) und als Texas Rose in dem Western Der Mann aus Galveston (1963) genannt. Billy Wilder gab ihr anschließend die Nebenrolle der Kosakin Kiki in Irma la Douce(1963).

### Fernsehen
Nach ihrem dramatischen Debüt in Cowboy G-Men im Jahr 1953 (im Abspann als Ruth Whitney) hatte Whitney über 100 Fernsehauftritte. Whitney hatte ebenfalls Gastauftritte in Serien wie The Real McCoys, Wagon Train, The Islanders, Hennesey, The Roaring 20s, Rauchende Colts, Bat Masterson, The Rifleman, 77 Sunset Strip, Mickey Spillane's Mike Hammer, Batman, Die Unbestechlichen, Hawaiian Eye, The Outer Limits, Verliebt in eine Hexe, Mannix, Death Valley Days, The Big Valley und The Virginian.
In den 1950er und frühen 1960er Jahren war Whitney regelmäßig in über 80 Live-Fernsehshows zu sehen, darunter You Bet Your Life von Groucho Marx (1953), The Red Skelton Show, The Jimmy Durante Show und The Ernie Kovacs Show, wo sie hauptsächlich in Gag-Sketches auftrat. Von 1957 bis 1958 trat sie als „Vanna-Typ auf Schmuck“ in der beliebten Tagesshow Queen for a Day auf.
Einem breiten Publikum wurde sie bekannt als Janice Rand in der ersten Staffel von Raumschiff Enterprise und in vier weiteren Star-Trek-Kinofilmen; in dieser Rolle verkörperte sie die Assistentin von Captain Kirk (William Shatner).

### Persönliches Leben
Whitney und ihr erster Ehemann, Steven Dweck, hatten zwei Söhne: Scott und Jonathan Dweck. Sie ließ sich 1966 von ihrem ersten Ehemann scheiden und heiratete 1970 ihren zweiten Ehemann, Jack Dale. In ihrer Autobiografie gab sie an, dass sie Beziehungen mit Buzz Aldrin und Harlan Ellison hatte, während sie noch mit ihrem zweiten Ehemann verheiratet war.
Grace Lee Whitney war zeitweise alkoholabhängig, überwand aber später ihre Sucht. Darüber schrieb sie auch in ihrer 1998 veröffentlichten Autobiografie The Longest Trek: My Tour of the Galaxy. Die Schauspielerin war mit Jack Dale verheiratet. Ihr Sohn Scott Dweck spielte in einer Folge der Fernsehserie Raumschiff Enterprise mit, und er wirkte zudem im ersten Film der Star Trek Filmreihe als Statist mit.

## Filmografie (Auswahl)
- 1953: Cowboy G-Men (Fernsehserie, eine Folge)
- 1953: Das Kabinett des Professor Bondi (House of Wax)
- 1953: Heißer Westen (Hannah Lee: An American Primitive)
- 1954: Top Banana
- 1954: Dieser Mann weiß zuviel (Riding Shotgun)
- 1955: Revolte im Frauenzuchthaus (Women’s Prison)
- 1955: Aus dem Leben einer Ärztin (Strange Lady in Town)
- 1958: Mike Hammer (Fernsehserie, eine Folge)
- 1958: Die Nackten und die Toten (The Naked and the Dead, Regie: Raoul Walsh)
- 1959: Manche mögen’s heiß (Some like it Hot, Regie: Billy Wilder)
- 1960: Overland Trail (Fernsehserie, eine Folge)
- 1961: Abenteuer im wilden Westen (Zane Grey Theater, Fernsehserie, eine Folge)
- 1961: The Islanders (Fernsehserie, eine Folge)
- 1961: Bat Masterton (Fernsehserie, eine Folge)
- 1961: Ein Fall für Michael Shayne (Michael Shayne, Fernsehserie, zwei Folgen)
- 1961: General Electric Theatre (Fernsehserie, eine Folge)
- 1961: Die unteren Zehntausend (Pocketful of Miracles)
- 1961/1962: Surfside 6 (Fernsehserie, drei Folgen)
- 1961–1962: Kein Fall für FBI (The Detectives, Fernsehserie, zwei Folgen)
- 1962: Hawaiian Eye (Fernsehserie, eine Folge)
- 1962: Rauchende Colts (Gunsmoke, Fernsehserie, eine Folge)
- 1962: Westlich von Santa Fe (The Rifleman, Fernsehserie, eine Folge)
- 1962: A Public Affair
- 1962: Schauplatz Los Angeles (The New Breed, Fernsehserie, eine Folge)
- 1962–1963: Die Unbestechlichen (The Untouchables, Fernsehserie, zwei Folgen)
- 1963: Tu das nicht, Angelika (Critic’s Choice)
- 1963: Das Mädchen Irma la Douce (Irma la Douce, Regie: Billy Wilder)
- 1963/1968: Die Leute von der Shiloh Ranch (The Virginian, Fernsehserie, zwei Folgen)
- 1966: Raumschiff Enterprise (Star Trek, Fernsehserie, acht Folgen)
- 1967: Batman (Fernsehserie, zwei Folgen)
- 1968: Big Valley (The Big Valley, Fernsehserie, eine Folge)
- 1969: Der Außenseiter (The Outsider, Fernsehserie, eine Folge)
- 1970: The Bold Ones: The Lawyers (Fernsehserie, eine Folge)
- 1974: Cannon (Fernsehserie, eine Folge)
- 1979: Star Trek: Der Film (Star Trek: The Motion Picture)
- 1980: Hart aber herzlich (Hart to Hart, Fernsehserie, Folge Haie im Frisiersalon)
- 1983: Das Kleine Superhirn (The Kid with the 200 I.Q.)
- 1984: Star Trek III: Auf der Suche nach Mr. Spock (Star Trek III: The Search for Spock)
- 1986: Star Trek IV: Zurück in die Gegenwart (Star Trek IV: The Voyage Home)
- 1991: Star Trek VI: Das unentdeckte Land (Star Trek VI: The Undiscovered Country)
- 1996: Star Trek: Raumschiff Voyager (Star Trek: Voyager, Fernsehserie, Folge Tuvoks Flashback)
- 1998: Diagnose: Mord (Diagnosis Murder, Fernsehserie, Folge 6x06)
- 2007: Star Trek: Phase II (Star Trek: New Voyages, Fanserie)
- 2007: Star Trek: Of Gods And Men (Fanserie)